# Elizabeth Greenfield
Elizabeth Greenfield, detta Il cigno nero, un gioco di parole con l'appellativo di Jenny Lind, “L'usignolo svedese” e Catherine Hayes, “Il cigno irlandese” (Natchez, 1817 circa – Filadelfia, 31 marzo 1876), è stata una cantante statunitense, considerata la più nota concertista nera del suo tempo. La sua attività andò dal 1845 al 1863. Fu lodata da James M. Trotter per i suoi “toni straordinariamente dolci e l'ampia gamma vocale”. Trotter la descrisse come la prima cantante concertista afroamericana, cosa che è stata ripetuta in molte biografie.

## Primi anni di vita
La Greenfield nacque in schiavitù a Natchez, nel Mississippi, tra il 1808 e il 1826, da Anna Greenfield e da un uomo il cui nome potrebbe essere Taylor. Secondo un articolo del 1854 di The Tri-Weekly Commercial, "sua madre era di origine indiana, suo padre africano". Non si sa molto della sua famiglia, anche se il suo testamento fa riferimento a una sorella, Mary Parker e a nipoti e pronipoti.
All'inizio degli anni venti del XIX secolo, la padrona della Greenfield, Elizabeth H. Greenfield, ex proprietaria di una piantagione, si trasferì a Filadelfia dopo aver divorziato dal suo secondo marito e aver liberato i suoi schiavi. E.H. Greenfield collaborò con l'American Emancipation Society per inviare 18 ex schiavi residenti nella piantagione Greenfield, tra cui Anna Greenfield e due delle sue figlie, in Liberia il 2 agosto 1831, a bordo del brigantino Criterion.
La Greenfield rimase a Filadelfia, familiarizzando con i suoi vicini bianchi di classe superiore. Visse con E.H. Greenfield fino a circa otto anni, poi frequentò la Clarkson School, una scuola privata quacchera, probabilmente vivendo con dei parenti. Studiò musica da bambina, incoraggiata da E.H. Greenfield, anche se l'educazione musicale non era generalmente impartita dai Quaccheri che frequentava. Mentre alcune fonti affermano che E.H. Greenfield era lei stessa una quacchera, altre affermano solo che frequentava “occasionalmente” gli incontri quaccheri e sosteneva finanziariamente la Società degli Amici. Tornò a vivere con E.H. Greenfield nel 1836 per prendersi cura di lei. Probabilmente si trattava di una situazione di servizio a contratto, anche se E.H. Greenfield le pagava il salario, cosa non comune in queste situazioni. Dopo la morte di E.H. Greenfield nel 1845, la Greenfield fu esclusa dalla sua eredità. Si creò un'attività di insegnante di musica a Filadelfia, prima di trasferirsi a Buffalo nel 1851, dove aveva parenti e amici. Secondo un resoconto biografico, fu scoperta quando fu costretta a cantare durante il viaggio in barca verso Buffalo.

## Carriera

### Inizio carriera
Verso il 1851 la Greenfield iniziò a cantare alle feste private, debuttando all'Associazione Musicale di Buffalo sotto il patrocinio di Electa e Herman B. Potter. Dopo il suo successo iniziale a Buffalo e Rochester, probabilmente fu gestita per un breve periodo da due afroamericani di Filadelfia, ma nel 1851 assunse come agente il Colonnello J. H. Wood, un promotore in stile P. T. Barnum e sostenitore della Legge sugli Schiavi Fuggitivi del 1850, che non permetteva agli avventori neri di assistere ai suoi concerti. Secondo un articolo del 1853 di Martin Delany, Wood sfruttò la Greenfield professionalmente, gestendo il suo denaro e mantenendola in uno stato di quasi schiavitù e isolamento.

La Greenfield girò la East Coast e il Midwest dal 1851 al 1853. Nel 1852 fece una tournée in Canada, dove fu probabilmente la prima donna nera a cantare musica d'arte a livello professionale. Fu considerata dagli abolizionisti come un esempio del successo che gli ex schiavi avrebbero potuto ottenere. Tuttavia fu anche oggetto di una copertura giornalistica razzista e pro-schiavitù. Alcune testate giornalistiche l'accusarono di essere un'interprete di menestrelli con il volto nero, il che portò a episodi di risate e rappresentazioni comiche durante le sue esibizioni serie. Gli spettacoli dei menestrelli continuarono a utilizzarla come fonte di ispirazione, e i "Cigni Neri" dei menestrelli furono messi in scena per tutto il 1870. Dopo la tournée, la Greenfield visse per un breve periodo con la famiglia di Hiram E. Howard a Buffalo, aiutando a educare il loro figlio, che in seguito fu ribattezzato "Greenfield" in suo onore, cosa particolarmente singolare per un bambino bianco. Howard ed Eli Cook aiutarono la Greenfield ad organizzare il suo tour europeo nell'aprile dello stesso anno. Presumibilmente, in questo periodo, Barnum si offrì di rappresentare la Greenfield.

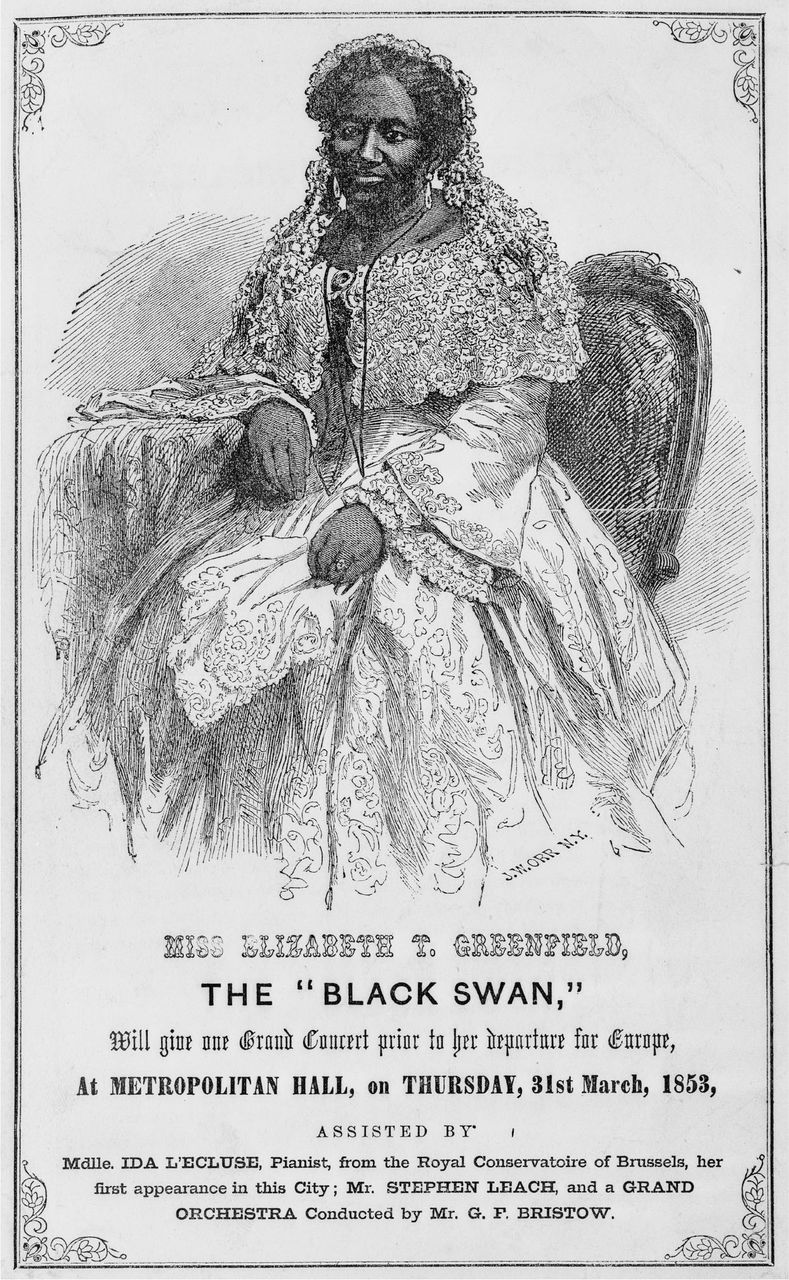
Locandina dell'esibizione di Elizabeth Taylor Greenfield al Metropolitan Hall.

### Concerto alla Metropolitan Hall
Il 31 marzo 1853 la Greenfield debuttò al Metropolitan Hall di New York, che ospitava un pubblico di 4.000 persone. Il giorno prima del concerto, il New-York Tribune pubblicò "Avviso particolare - Non possono essere ammesse persone di colore, poiché non c'è una parte del teatro riservata a loro", provocando un tumulto in città. Prima del concerto, si vociferava che ci sarebbero state rivolte di suprematisti bianchi e una minaccia di incendio doloso. Anche al concerto la Greenfield sperimentò il pregiudizio, con il pubblico che rideva mentre lei saliva sul palco e il suo accompagnatore sul palcoscenico che si teneva a distanza.
Dopo questo concerto, la Greenfield fu molto criticata per non essersi resa conto della sua importanza sociale. Dopo il concerto, si scusò con la sua gente per la loro esclusione dall'esibizione e tenne un concerto a favore della Casa degli Anziani di Colore e dell'Asilo degli orfani di colore.

### Il tour di Londra
Nel marzo del 1853 un concerto di testimonianza a Buffalo finanziò un viaggio in Europa per una formazione supplementare. Tuttavia, un manager londinese si rese inadempiente, lasciandola a piedi. Contattò gli abolizionisti britannici Lord Shaftesbury e Harriet Beecher Stowe per chiedere aiuto e fu introdotta nell'élite abolizionista. La nota abolizionista Duchessa di Sutherland divenne la mecenate della Greenfield. Il promotore di concerti Robert W. Olliver si occupò degli affari e i cantanti Italo Gardoni e Charles Cotton furono ingaggiati per accompagnarla. La prima della Greenfield avvenne a Londra, presso l'Hanover Square Rooms, il 31 maggio 1853. I resoconti non sono concordi sul suo successo in Inghilterra, con Kurt Gänzl che osserva: “Alcune versioni della ‘storia’, naturalmente, vorrebbero il contrario, e ho letto pezzi sulla signora che parlavano della sua ‘popolarità’ e del suo ‘successo’ in Gran Bretagna. Semplicemente non è stato così. Il momento della cantante nera, e certamente non di una cantante nera impreparata come questa, non era ancora arrivato".
La Sutherland presentò la Greenfield all'organista della Cappella Reale della Regina Vittoria, George Thomas Smart. La cantante affascinò Smart, che la prese come allieva e la presentò in concerto. Il 10 maggio 1854 tenne un'esibizione di spettacolo reale per la Regina a Buckingham Palace; fu la prima artista afroamericana a esibirsi davanti ai reali britannici. La Regina Vittoria le pagò venti sterline, un passaggio per il suo ritorno negli Stati Uniti. Harriet Beecher Stowe scrisse dell'apparizione della Greenfield davanti all'“élite” della società inglese in “Sunny Memories of Foreign Lands”.

### Carriera dopo Londra

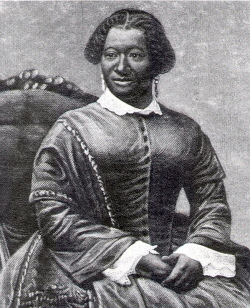
Ritratto di Elizabeth Greenfield

Negli Stati Uniti, la Greenfield riallacciò i rapporti con Wood, anche se con una forte presa di posizione contro le sue pratiche discriminatorie, anche se le circostanze le imponevano di cantare spesso in luoghi segregati. Dopo il suo ritorno dall'Inghilterra, si esibì in molti concerti di beneficenza, molti dei quali a sostegno delle chiese e delle scuole nere, che ebbero grande successo e raccolsero fondi considerevoli. Nel 1855 fu acclamata come una figura di ispirazione per i neri liberi e schiavizzati. Alla fine degli anni '50 del XIX secolo, alcune delle sue opere di beneficenza divennero controverse, in quanto raccoglieva fondi per le missioni africane, le spedizioni e gli aiuti ai coloni liberiani, in gran parte per cause colonialiste.
La Greenfield fece altre tournée negli Stati Uniti nel 1854, 1856 e 1863, a volte con Thomas Bowers, che divenne noto come “The Colored Mario” e “The American Mario” per la somiglianza della sua voce con il tenore lirico italiano Giovanni Mario. I suoi concerti la portarono nel Maryland, che, in quanto Stato schiavista, era particolarmente pericoloso. Tuttavia questi concerti ebbero un incredibile successo e i giornali del Nord li descrissero come un progresso verso l'abolizione. Durante le sue tournée, i giornali del Sud negarono il suo successo o lo trasformarono in propaganda a favore della schiavitù, descrivendola con un linguaggio grottescamente razzista.
Nel suo tour del 1863 il concerto della Greenfield presentava molte canzoni politiche. Durante la Guerra civile americana, continuò ad esibirsi in concerti di beneficenza nel Nord e raccolse fondi per sostenere i soldati neri dell'Unione. Si esibì anche per i soldati neri. Dopo il 1866 si esibì nelle chiese del Sud. Dopo il 1863 la Greenfield si esibì occasionalmente, spesso a favore di cause afroamericane. Fu elogiata come un'eccezionale artista nera, con James McCune Smith che affermò: "L'uomo di colore deve fare cose impraticabili prima di essere ammesso a un posto nella società". Deve parlare come un Douglass, scrivere come un Dumas e cantare come il Cigno Nero prima di essere riconosciuto come essere umano”. Fu invitata in ogni serie di conferenze dell Associazione sociale, civile e statistica delle persone di colore della Pennsylvania di Filadelfia, probabilmente offrendo volontariamente il suo tempo, come parte integrante del programma e accompagnando discorsi chiave. In particolare si esibì prima di una conferenza di Frederick Douglass.

## Gli ultimi anni e la morte
Stabilitasi a Filadelfia, la Greenfield gestì una scuola di musica e incentivò i cantanti neri. Tra i suoi allievi di canto c'era Thomas Bowers. Fu membro della Chiesa Battista di Filadelfia Shiloh e ne diresse il coro. Negli anni '60 del XIX secolo creò una compagnia d'opera, la Black Swan Opera Troupe, con Bowers che dirigeva. Nel 1868 era indicata come “critico musicale” tra i professori che sostenevano The Christian Recorder. La Greenfield morì a Filadelfia di paralisi il 31 marzo 1876. All'inizio degli anni Venti, Harry Pace creò la Black Swan Records, che prende il nome da lei.

## Repertorio ed estensione vocale
Conosciuta soprattutto per le sue interpretazioni della musica di Georg Friedrich Händel, Wolfgang Amadeus Mozart, Gioachino Rossini, Giacomo Meyerbeer, Vincenzo Bellini e Gaetano Donizetti, ha interpretato anche canzoni sentimentali americane come l'ambientazione di Henry Bishop del 1852 di Home! Sweet Home! e Old Folks at Home di Stephen Foster. Il suo repertorio comprendeva anche I'm Free, un brano scritto per lei da Charles William Glover.
La Greenfield si è cimentata in registri vocali sia maschili che femminili, come soprano e tenore. La sua gamma vocale le permetteva di entrare in ambienti culturali sia neri che bianchi.